# Ti dage der rystede verden
Ti dage der rystede verden (1919, engelsk: Ten Days that Shook the World) er en bog af den amerikanske journalist og socialist John Reed, der handler om Oktoberrevolutionen i Rusland 1917, som Reed selv oplevede. Reed fulgte mange af de fremstående Bolsjevik-ledere, specielt Grigorij Sinovjev og Karl Radek, tæt mens han var i Rusland, og ingen benægter, at bogen har sympati for kommunisterne og deres synspunkter.
John Reed døde i 1920 kort efter at bogen var færdig, og han er den eneste amerikaner, der er begravet ved Kremls mur i Moskva, et sted der normalt kun er reserveret for de mest prominente Sovjetledere.
Efter fremkomsten af Stalinismen i Rusland argumenterede Josef Stalin for,[kilde mangler] at John Reed ikke havde ret på mange områder i Ti dage der rystede verden, især delene omkring Lev Trotskij, Stalins ærkefjende. Bogen portræterer Trotskij som revolutionens helt og nævner kun Stalin en enkelt gang. Konsekvensen blev, at Stalin forbød Reeds bog[kilde mangler] og tilsvarende Trotskijs værker.